# Fritz von Randow
Fritz  Hellmuth Walter Balthasar von Randow  (* 18. Juli 1908 in Collin, Kreis Pyritz in Hinterpommern; † 1. April 1995 in Hamburg) war ein deutscher Rechtsanwalt, Berufsoffizier und rechtsgerichteter Politiker sowie Mitbegründer, stellvertretender Vorsitzender und später Ehrenvorsitzender der Deutschen Volksunion (DVU).

## Leben

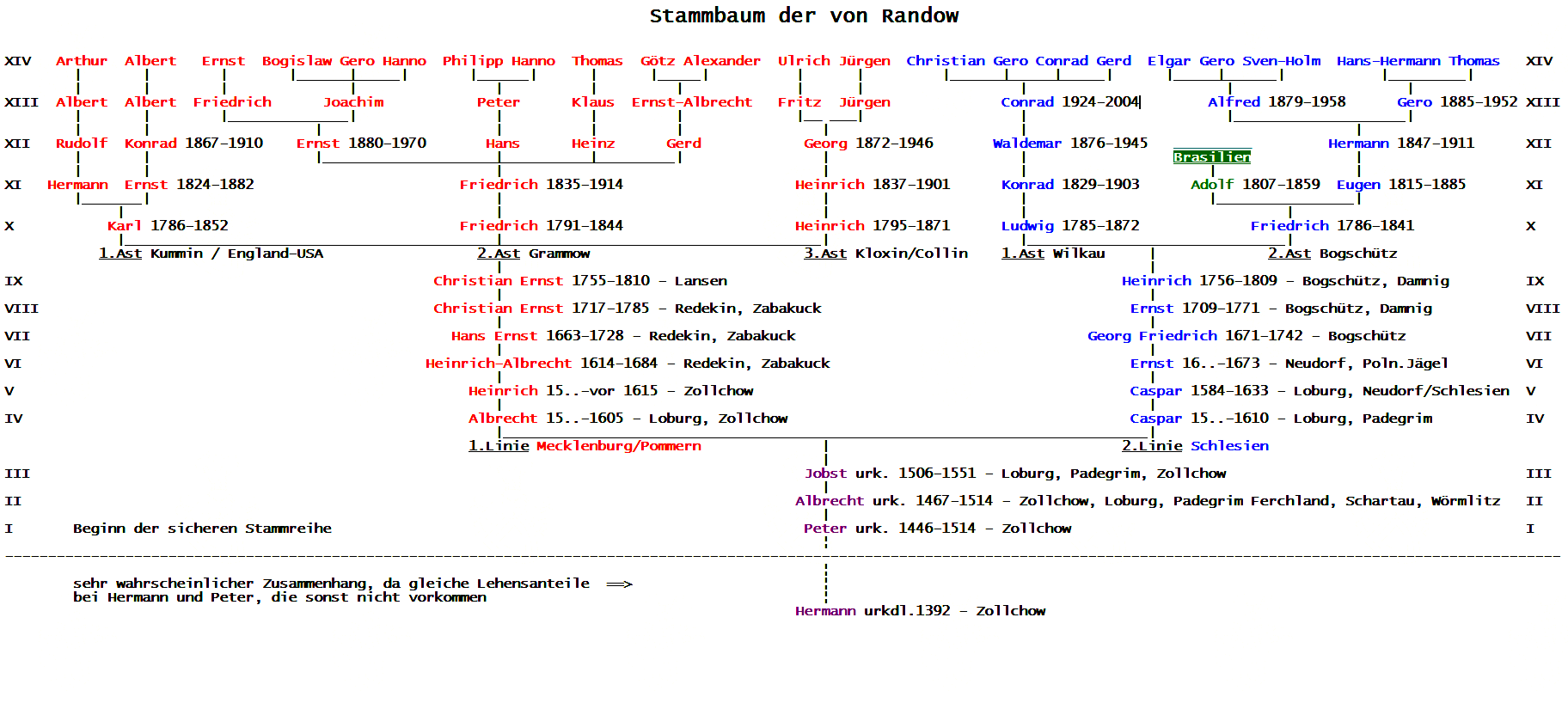
Stammbaum der Familie von Randow

Fritz von Randow war der Sohn von Georg Caspar von Randow (1872–1946) und Frieda Margarethe Editha Klara von Enckevort (1879–1946).
Nach der Schule auf dem Pädagogium in Putbus (Rügen) studierte Fritz von Randow Jura und machte 1935 das Doktorexamen an der Universität Erlangen mit einer Arbeit zum Thema Die analoge Anwendung des § 463 Satz 2 BGB auf den Fall „arglistiger Vorspiegelung“. Er verfolgte die juristische Karriere aber nicht weiter, sondern wurde aktiver Offizier. Den Zweiten Weltkrieg machte er vom ersten Tage an mit, war überwiegend an der Ostfront und brachte es zuletzt bis zum Major und Regimentskommandeur.
Nach dem Krieg, an dessen Ende er in Italien stand, ging er wieder in den Staatsdienst beim Landgericht Hamburg. Dort fühlte er sich aber wegen seiner politischen Anschauungen – er war sehr rechtsnational eingestellt – nicht mehr wohl und gab die Richterlaufbahn auf. Nach fast zehnjähriger Tätigkeit als Syndikus beim Arbeitgeberverband der Metallindustrie wechselte er zum Deutschen Hotel- und Gaststättenverband in Cuxhaven. Später machte er sich in Hamburg als Rechtsanwalt selbständig.
Von Randow hat sich zeitlebens für die Wiedererlangung der deutschen Ostgebiete eingesetzt. Er gehörte 1971 zu den Mitbegründern des Vereins der rechtsextremen Deutschen Volksunion e. V., aus dem heraus erst 1987 die Partei DVU gegründet wurde. Von 1978 bis 1989 war er 1. Stellvertretender Vorsitzender Gerhard Freys und später Ehrenvorsitzender. Noch 1993 kandidierte er erfolglos für die DVU bei der Hamburger Bürgerschaftswahl, bei der seine Partei 2,8 % der Wählerstimmen holte. Er bekämpfte auch die amtierenden Politiker und veröffentlichte über den damaligen Bundespräsidenten Richard von Weizsäcker ein sehr kritisches Buch.
Fritz von Randow gehörte zusammen mit Ulf Kretschmann und Emil Schlee zu den führenden Personen des „Traditionsverbands Lützower Jäger von 1813“. Zudem war er Mitglied des 1981 unter dem Namen „Vereinigung zur Wahrung deutschen Geschichtsbewußtseins“ gegründeten Bismarckbund e. V.
Sein Leichnam wurde am 13. April 1995 im elterlichen Familiengrab am Glimker Friedhof in Enger beigesetzt.

## Privates
Fritz von Randow heiratete am 29. Dezember 1942 in Döberitz bei Berlin Rose-Maria Hube (* 28. Juni 1920 Magdeburg; † 4. November 2014 Quickborn), die Tochter des späteren Generalobersten Hans-Valentin Hube (1890–1944) und der Annemarie Kossack. Mit ihr hatte er zwei Kinder, Ingrid-Aster (* Döberitz 20. Oktober 1943) und Ulrich Fritz Hans Georg (* Döberitz 2. März 1945). Nachdem sein einziger Schwager, der Leutnant Hube, 1944 gefallen war, nahm von Randow, zur Fortführung des Stammes des Generalobersten Hube, den Namen v. Randow-Hube an, den er aber nach dem Krieg nicht mehr führte. Die Ehe mit Rose-Maria wurde am 9. Januar 1959 in Hamburg geschieden. Neun Jahre nach seiner Scheidung heiratete er am 3. Mai 1968 in Hamburg Ottilie-Luise Niels (* 20. Oktober 1908; † 28. März 1978), Tochter des Kaufmanns Wilhelm Niels und der Emma Ella Pasenau, die mehr als 40 Jahre Geschäftsführerin der privatärztlichen Abrechnungsstelle in Hamburg war. Sie wurde in Hamburg-Ohlsdorf am 12. April 1978 begraben. Danach begleitete ihn die ehemalige Opernsängerin Helen Schneider aus Bielefeld fast bis an sein Lebensende, sie starb aber wie seine zweite Frau an Krebs.

## Schriften/Publikationen
- Die analoge Anwendung des § 463 Satz 2 BGB auf den Fall „arglistiger Vorspiegelung“. [Diss.], Universität Erlangen, Erlangen 1936.
- Anerkennung der Oder-Neiße-Demarkationslinie als deutsche Ostgrenze? Nein – niemals! Ein Appell an alle Deutsche. Uwe und Dr. Dietrolf Berg GbR, Toppenstedt, ca. 1970. [als Fritz von Randow-Hube]
- Die Wahrheit über von Weizsäcker, Bilder und Dokumente. DSZ-Verlag, München 1986. ISBN 978-3-925-92401-9
- Vor 70 Jahren: Inferno am Skagerrak. Der Sieg der deutschen Flotte konnte das Kriegsglück nicht wenden. Ostpreußenblatt, 37. Jahrg., Folge 22, 31. Mai 1986, S. 20. (pdf)
- Mai 1916: Feuer überm Skagerrak. Ostpreußenblatt, 42. Jahrg., Folge 23, 6. Juni 1992, S. 24. (pdf)

## Kriegsauszeichnungen
- Nahkampfspange
- Demjanskschild
- Deutsches Kreuz in Gold.